# Aphthona czwalinae
Aphthona czwalinae is een keversoort uit de familie bladkevers (Chrysomelidae). De wetenschappelijke naam van de soort werd in 1888 gepubliceerd door Julius Weise.